# PS10-solkrafttårnet
PS10-solkrafttårnet (spansk: Planta Solar 10) er Europas første kommercielle solkraftværk, der benytter koncentreret solkraft. PS10-solkrafttårnet er opført ved den spanske by Sevilla.
Kraftværket producerer op til 11 MW elektricitet ved hjælp af 624 bevægelige spejle kaldet heliostater. Spejlene blev leveret af det spanske firma Abengoa, den termiske-solfanger er designet og bygget af det spanske ingeniørfirma Tecnical-Tecnicas Reunidas, og soltårnet er designet og bygget af ALTAC, et andet spansk ingeniør- og entreprenørfirma.
Hvert spejl har et overfladeareal på 120 kvadratmeter. Spejlene koncentrerer solens stråler ind mod toppen af det 115 meter (ca. 35 etager) høje tårn, hvor en solfanger og en dampturbine er placeret. Turbinen driver en elektrisk generator, som producerer elektricitet. At producere elektricitet på denne måde var i 2007 to eller tre gange dyrere end elektricitet fremstillet på fossilkraftværker, men priserne spåedes at falde efterhånden som teknologien udvikles, sådan som det er sket på vindkraft-området.
PS10 er den første i en serie af solenergi-kraftværker, som skal konstrueres i det samme område, og som samlet vil komme til at producere 300 MW i 2013. Kraftproduktionen vil komme i stand ved hjælp af en række teknologier. De første to kraftværker, som opstilles ved Sanlúcar la Mayor ved Sevilla, er PS10 og Sevilla PV, det største lavkoncentrations foto-voltaiske værk i Europa.
Til sammenligning kan nævnes Asnæsværket, som producerer 1057 MW elektricitet på tre aktive blokke samt op til 741 MW varme. Den nyeste blok, Blok 5, der er fra 1981 og er Danmarks største kraftværksblok, producerer alene 640 MW elektricitet og 308 MW fjernvarme og procesdamp.

## Placering af lignende anlæg i Afrika
Udviklerne forestiller sig mange af denne slags anlæg placeret i Nordafrika til at forsyne Europa med strøm.